# Bob Marley
Robert Nesta Marley, detto Bob (Nine Mile, 6 febbraio 1945 – Miami, 11 maggio 1981), è stato un cantautore, chitarrista e attivista giamaicano.
Considerato il più popolare artista di musica reggae della storia, Bob Marley è ampiamente riconosciuto come uno dei più influenti artisti musicali del XX secolo nonché come una figura di spicco del movimento panafricano e come un simbolo della lotta contro la disuguaglianza ed in favore della giustizia sociale.
Insieme alla sua band di supporto, i The Wailers, Bob Marley ha inciso decine di album in studio e dal vivo sia di genere Reggae sia di altri sottogeneri musicali, come lo Ska o il Rocksteady. I suoi testi sono incentrati sull'uguaglianza e sul rispetto reciproco e spesso esaltano il suo lato religioso; infatti Marley, sebbene cresciuto cattolico, fu dal 1966 al 1980 un convinto rastafariano. Si convertì al cristianesimo ortodosso etiope nel 1980.
Marley è stato inserito dal noto magazine musicale Rolling Stone nella lista dei 100 migliori cantanti e in quella dei 100 migliori artisti musicali di sempre.
Bob Marley morì nel 1981 a causa di un melanoma al piede destro, progredito fino al cervello, all'età di 36 anni. La diffusione del melanoma sarebbe potuta essere arrestata grazie all'amputazione dell'alluce del piede; Marley però, rispettando la dottrina rastafariana, rifiutò il consiglio dei medici.

## Biografia

### Le origini
Nacque nel villaggio di Nine Mile, nella Parrocchia di Saint Ann, nella Giamaica settentrionale, si presume il 6 febbraio 1945, anche se la data è incerta. Suo padre, Norval Sinclair Marley, era un giamaicano bianco di ascendenza inglese, nato nel 1885 da genitori originari del Sussex. Norval era un capitano della marina, oltre che un sovrintendente delle piantagioni (queste sono solo testimonianze non certificate), quando sposò Cedella Booker, all'epoca diciottenne giamaicana nera.
La loro relazione provocò subito uno scandalo, e la famiglia di Marley, scoperta l'unione tra Norval e Cedella, diseredò il figlio. In un primo momento Norval provvedeva al sostentamento economico della moglie e del figlio, sebbene li vedesse raramente, essendo spesso in viaggio. Poi però prese la decisione di abbandonare la sposa, partendo definitivamente per Kingston nel 1944 mentre lei era incinta. I due si sarebbero rivisti solo una volta in occasione della nascita di Bob. Bob aveva appena 10 anni quando il padre morì a causa di un infarto nel 1955, all'età di 70 anni.

Cedella nonostante tutto non colpevolizzò il marito, dichiarando:
(Cedella Booker)

Bob, invece, conserverà sempre un senso di rifiuto verso il padre:
(Bob Marley)
Da giovane, Robert fu vittima di pregiudizi e ingiustizie a causa delle sue origini razziali miste, e affrontò la questione della sua identità razziale durante tutta la vita. Una volta disse:

Agli inizi degli anni cinquanta Cedella decise di lasciare Rhoden Hall per andare a Kingston: all'inizio il padre Omeriah si oppose con decisione ma successivamente prese atto della forte volontà della figlia di trasferirsi. Le suggerì soltanto, per il bene di suo figlio, di far terminare a Bob la scuola a Rhoden Hall. Intanto la madre si trasferiva a Trenchtown, un sobborgo di Kingston, la capitale della Giamaica, e Bob l'avrebbe raggiunta due anni dopo, all'età di 12 anni. Degrado e disperazione caratterizzavano quella parte della città, le condizioni di Trenchtown sarebbero state descritte da Bob in questo modo:
(Bob Marley)
Anche qui, come negli slum di Kingston, nascevano sentimenti di rivolta  verso il sistema da parte dei giovani neri che vivevano ai margini della società: i rude boys, giovani afrocaraibici che manifestano il loro dissenso verso la cultura e l'ordine attraverso il rifiuto del lavoro e la conduzione di una vita fatta di espedienti, compiendo bravate provocatorie e piccoli crimini. Gli ideali anti-sistema saranno caratteristici più tardi del movimento Rasta, che non assumerà, però, connotazioni così violente. Marley comunque non si avvicinò a questi giovani e non mancò di tentare di allontanarli dalla violenza e dal loro atteggiamento negativo con i testi di alcune delle sue canzoni.
Dopo aver sposato Rita Anderson, nel febbraio del 1966, raggiunse la madre negli USA, dove per otto mesi trovò lavoro presso la fabbrica Chrysler, nel Delaware, alla catena di montaggio. All'età di 17 o 18 anni Bob Marley scoprì di voler diventare un Rasta e circa 4 anni dopo, nel 1967, si convertì dal Cristianesimo al Rastafarianesimo. Fu costretto ad imparare l'autodifesa, dato che fu vittima di ripetuti episodi sgradevoli di bullismo, causati sia dalla sua origine razziale, sia dalla sua statura sotto la media (era alto 163 cm). Riuscì quindi a guadagnarsi una reputazione a causa della sua forza fisica, che gli valse il soprannome di "Tuff Gong".

### Esordi musicali (1961-1964)

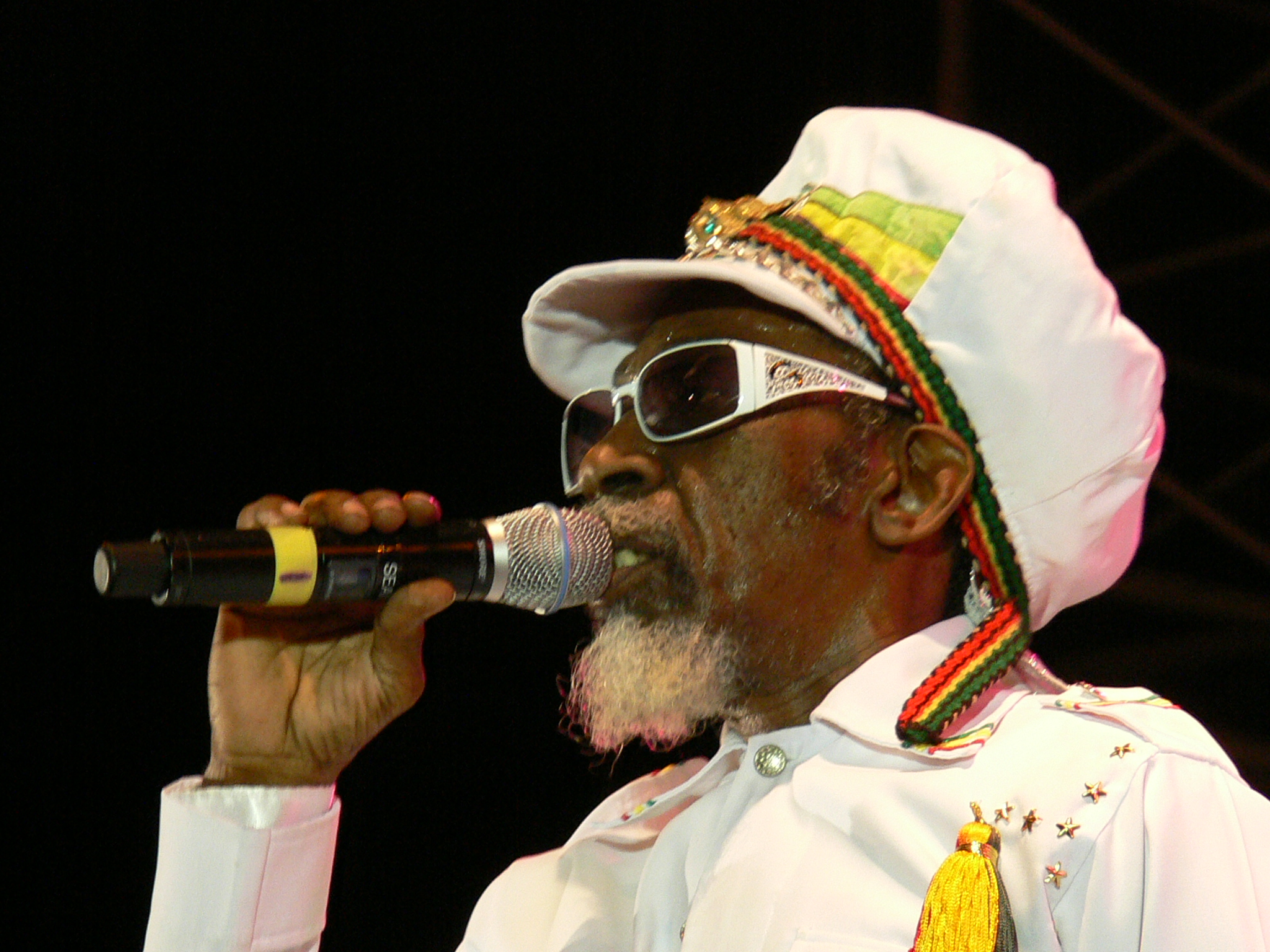
Bunny Livingston nel 2008

A 15 anni il giovane Bob lasciò la scuola e iniziò a lavorare come saldatore; strinse anche una grande amicizia con Neville O'Riley Livingston, "Bunny" per gli amici, che viveva con suo padre Thaddeus Livingston e i suoi otto fratelli in Second Street, vicino a Bob e sua madre. Bunny lo fece appassionare tanto alla musica e al canto: lo fece partecipare a canti religiosi, lo introdusse nel mondo degli strumenti a corda e gli fece ascoltare i successi del momento attraverso un'emittente di New Orleans.
La formazione musicale di Marley avvenne in questo contesto di povertà. Bunny si arrangiava, non aveva i mezzi per comprare una chitarra né una buona radio così per costruire qualcosa con le sembianze di una chitarra ricavava la cassa di risonanza da una scatola di sardine vuota, un manico di bambù per l'impugnatura e dei fili elettrici come corde. Questo però non impedì ai due amici di entrare in contatto con il mondo della musica: infatti, grazie a un vecchio apparecchio radiofonico, riuscirono ad ascoltare il Rhythm & blues di gruppi come gli Impressions, Ray Charles e anche Elvis Presley. Con questo mix Bob si creava la sua cultura musicale.
Nel loro tempo libero, Bob e Bunny suonavano con Joe Higgs, un cantante locale e devoto Rastafariano, che viene riconosciuto da molti come mentore di Bob. Durante una jam session con Higgs e Livingston, Marley incontrò Peter McIntosh, più tardi conosciuto come Peter Tosh, il quale aveva ambizioni musicali simili. Nel 1961, all'età di 16 anni, Bob registrò i suoi primi due singoli, Judge Not e One Cup of Coffee, con il produttore musicale del luogo, Leslie Kong. Questi dischi, che furono pubblicati dall'etichetta Beverley's sotto lo pseudonimo di Bobby Martell, attirarono poco l'attenzione del mercato.
Nel 1964 Bob Marley, Bunny Livingston, Peter Tosh, Junior Braithwaite, Beverley Kelso e Cherry Smith fondarono un gruppo ska e rocksteady chiamato "The Juveniles"; più tardi, il nome fu cambiato in "The Wailing Rudeboys", quindi in "The Wailing Wailers"; nel 1966 Braithwaite, Kelso e Smith lasciarono la band, che modificò il nome in quello di "The Wailers" (ossia I Piagnoni). Nel 1974, dopo l'uscita dalla band di Peter Tosh e di Bunny "Wailer" Livingston, per intraprendere carriere da solisti, Marley suonò assieme ad altri musicisti, tra i quali Carlton "Carly" Barrett alla batteria, Aston "Family Man" Barrett al basso, Al Anderson e Junior Marvin alle chitarre, Alvin "Seeco" Patterson alle percussioni e le coriste "I Threes" Judy Mowatt, Marcia Griffiths e la moglie Rita Anderson sotto il nome di "Bob Marley and The Wailers". Nel corso di tali session si ebbe anche l'inserimento di altri musicisti nella sezione fiati quali Vin Gordon al trombone e Glen Da Costa al sax.

### I primi successi e i Wailers (1964-1974)
Marley venne educato da cristiano ma decise nel tempo di seguire il movimento Rastafari, la cui dottrina considerava l'imperatore etiope Haile Selassie I (1892-1975) come l'incarnazione di Dio; lo stesso Hailé Selassié, considerato il Messia, rappresentava la Chiesa ortodossa etiopica in qualità di negus dell'Etiopia. 
Nel 1966 l'imperatore etiope visitò la Giamaica e chiese a dei missionari della Chiesa ortodossa d'Etiopia di fermarsi. Uno di questi, Abunda Yesehaq, divenne arcivescovo e molto amico di Marley, legame che portò il noto musicista a convertirsi negli ultimi anni della sua vita. Rita, la moglie, e i figli si convertirono invece già nel 1972.
Marley divenne quindi il leader del gruppo, il cantante e chitarrista, e l'autore della maggior parte dei testi. I primi lavori del gruppo, incluso il primo singolo Simmer Down, furono prodotti in gran parte da Coxsone Dodd allo Studio One. Simmer Down raggiunse l'apice delle classifiche giamaicane nel 1964 e gli Wailers vennero proposti come miglior gruppo nazionale. Proseguirono con canzoni come "Soul Rebel" e "400 Years".
Nel 1966 Bob Marley sposò Alpharita Costancia Anderson, conosciuta da lì in poi come Rita Marley, una componente delle I Threes (Rita Marley, Marcia Griffiths e Judy Mowatt) coriste del gruppo. Da lei ha avuto tre dei suoi tredici figli (due adottati dalla precedente relazione di Rita, tre avuti con la stessa, e altri 8 con altre donne), tra i quali David Ziggy Marley, Stephen Marley e Damian Marley che continuano la tradizione della musica del padre con la loro band, i Melody Makers. Dopo il matrimonio, Bob si trasferì per alcuni mesi nella residenza della madre a Wilmington, nel Delaware.
Dopo essere tornato in Giamaica, Bob aderì al movimento rastafariano e cominciò a sfoggiare i suoi caratteristici dreadlock. Dopo un litigio con Dodd, Bob Marley e il resto del gruppo si uniscono alla band di Lee "Scratch" Perry, The Upsetters. Sebbene la collaborazione sia durata meno di un anno, molti ritengono che la produzione migliore dei Wailers si concentri in questo periodo. Marley e Perry si separarono dopo una disputa sui diritti di registrazione, ma rimasero amici e lavorarono ancora insieme. Tra il 1968 e il 1972 Bob e Rita Marley, Peter McIntosh e Bunny Livingston produssero un re-cut di alcune vecchie canzoni per la JAD Records a Kingston e a Londra, nell'intento di esporre il sound dei Wailers. Più tardi, Livingston confessò:
Il primo album dei Wailers, Catch a Fire, fu pubblicato su scala mondiale nel 1973, riscuotendo successo. Fu seguito l'anno dopo da Burnin', che conteneva le canzoni "Get Up, Stand Up" e "I Shot the Sheriff" di cui Eric Clapton produsse una cover, contribuendo ad elevare il profilo internazionale di Bob Marley. I Wailers si sciolsero nel 1974, quando ognuno dei tre componenti fondamentali provò a continuare la propria carriera come solista. Le ragioni dello scioglimento affondano tuttora nel mistero. Qualcuno asserisce che ci fosse disaccordo tra Marley, Tosh e Livingston riguardo alle performance, altri pensano semplicemente che Bunny Wailer e Peter Tosh preferissero a tal punto lavorare da solisti.

### Successo solista e consacrazione internazionale (1974-1977)

La stella dedicata a Bob Marley sulla Walk of fame a Hollywood

Nonostante lo scioglimento della band, Bob Marley continuò a suonare sotto il nome di "Bob Marley & the Wailers". I nuovi componenti della band di supporto erano i fratelli Carlton e Aston Barrett, detto "Family Man", rispettivamente alla batteria e al basso, Junior Marvin e Al Anderson alla chitarra, Tyrone Downie e Earl Lindo detto "Wya" alle tastiere, Alvin Patterson "Seeco" alle percussioni. Le "I Threes" composte da Judy Mowatt, Marcia Griffiths e dalla moglie di Bob, Rita, all'accompagnamento vocale.
Nel 1975 Bob Marley irruppe sul mercato internazionale con il suo primo storico singolo, "No Woman, No Cry", dall'album Natty Dread. Questo fu seguito dal successo del 1976, Rastaman Vibration, che rimase per ben quattro settimane nella top 100 della Billboard Hot 100 negli Stati Uniti. Nel dicembre 1976, tre giorni prima di "Smile Jamaica", durante un concerto organizzato dal primo ministro della Giamaica, Micheal Manley, allo scopo di alleggerire le tensioni tra i due gruppi politici in guerra, Bob, la moglie Rita e il loro manager Don Taylor subirono un attacco da parte di un gruppo armato composto da ignoti nella residenza di Bob.
Taylor e Rita riportarono ferite gravi, che però furono curate completamente. Bob riportò solo delle ferite lievi al petto e al braccio. Si ritiene che tale attacco fosse stato causato da motivi politici, essendo visto il concerto come un modo di supportare il primo ministro Manley. Nonostante tutto, il concerto si tenne e Bob Marley si esibì come in programma. Quando gli fu chiesto perché avesse cantato quella sera egli rispose: "Perché le persone che cercano di far diventare peggiore questo mondo non si concedono un giorno libero... Come potrei farlo io?"
Bob Marley si trasferì dalla Giamaica in Inghilterra nel 1976, dove registrò gli album Exodus e Kaya. Exodus rimase nelle classifiche inglesi per ben 56 settimane consecutive. Includeva singoli come la famosa Jamming, One Love, Three little birds, Waiting in Vain e Exodus (canzone che si basa su un solo accordo, il la minore). In Inghilterra Marley fu arrestato per possesso di piccole quantità di cannabis, mentre viaggiava verso Londra.

### La malattia e la morte (1977-1981)

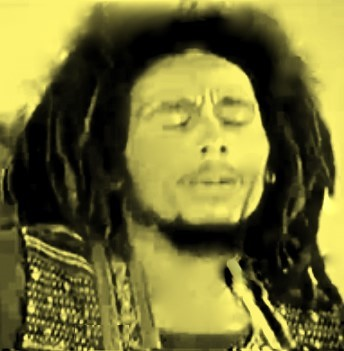
Bob Marley nel 1977

Nel luglio 1977, Marley notò una ferita nell'alluce destro, e pensò di essersela procurata in un incidente durante una partita di calcio. Successivamente durante un'altra partita di calcio l'unghia dell'alluce si staccò. Solo a quel punto fu fatta la diagnosi corretta: melanoma acrale che cresceva sotto l'unghia dell'alluce. Da alcuni medici gli fu consigliato di amputare l'alluce, da altri solo il letto dell'unghia; Bob scelse per motivi religiosi la seconda opzione, ma il melanoma non fu curato del tutto e progredì fino al cervello.
L'anno seguente Bob Marley organizzò un nuovo concerto politico in Giamaica, dal nome One Love Peace Concert, sempre nel tentativo di arrestare l'ostilità tra i due partiti in guerra. Su espressa richiesta di Marley, i due leader rivali, Michael Manley ed Edward Seaga si incontrarono sul palco e si strinsero la mano. Nel 1979 fu invece prodotto un album pregno di significati politici, Survival, contenente canzoni come Zimbabwe, Africa Unite, Wake Up and Live e Survival, che riportavano l'attenzione di Marley alle sofferenze dei popoli africani. Agli inizi del 1980 fu invitato alle celebrazioni del 17 aprile per l'indipendenza dello Zimbabwe.
Nel 1980 il disco Uprising segna la fine della produzione di Bob Marley. Si tratta di un disco pregno di significato religioso, che contiene singoli come Redemption Song e Forever Loving Jah. Ed è proprio in Redemption Song che Marley cantò:
(Redemption Song)

Il cancro, nel frattempo, si diffondeva nel suo corpo. Dopo aver concluso una trionfale tournée estiva suonando in molte città d'Europa (famosi i concerti tenuti a Dortmund il 13 giugno davanti a circa 40 000 persone e a Torino allo Stadio Comunale il 28 giugno davanti a 40 000 persone) e dove svolse il suo più grande concerto a Milano allo Stadio San Siro per la prima volta aperto per un concerto live, davanti a più di 80 000 persone il 27 giugno 1980, Marley tornò negli USA e portò a termine le prime date del programma. Dopo 2 concerti al Madison Square Garden di New York però Marley ebbe un collasso facendo jogging al Central Park. Il 23 settembre 1980 tenne il suo ultimo concerto, allo Stanley Theater a Pittsburgh. Tutti questi concerti fecero parte del suo ultimo tour prima della morte, l'Uprising Tour.

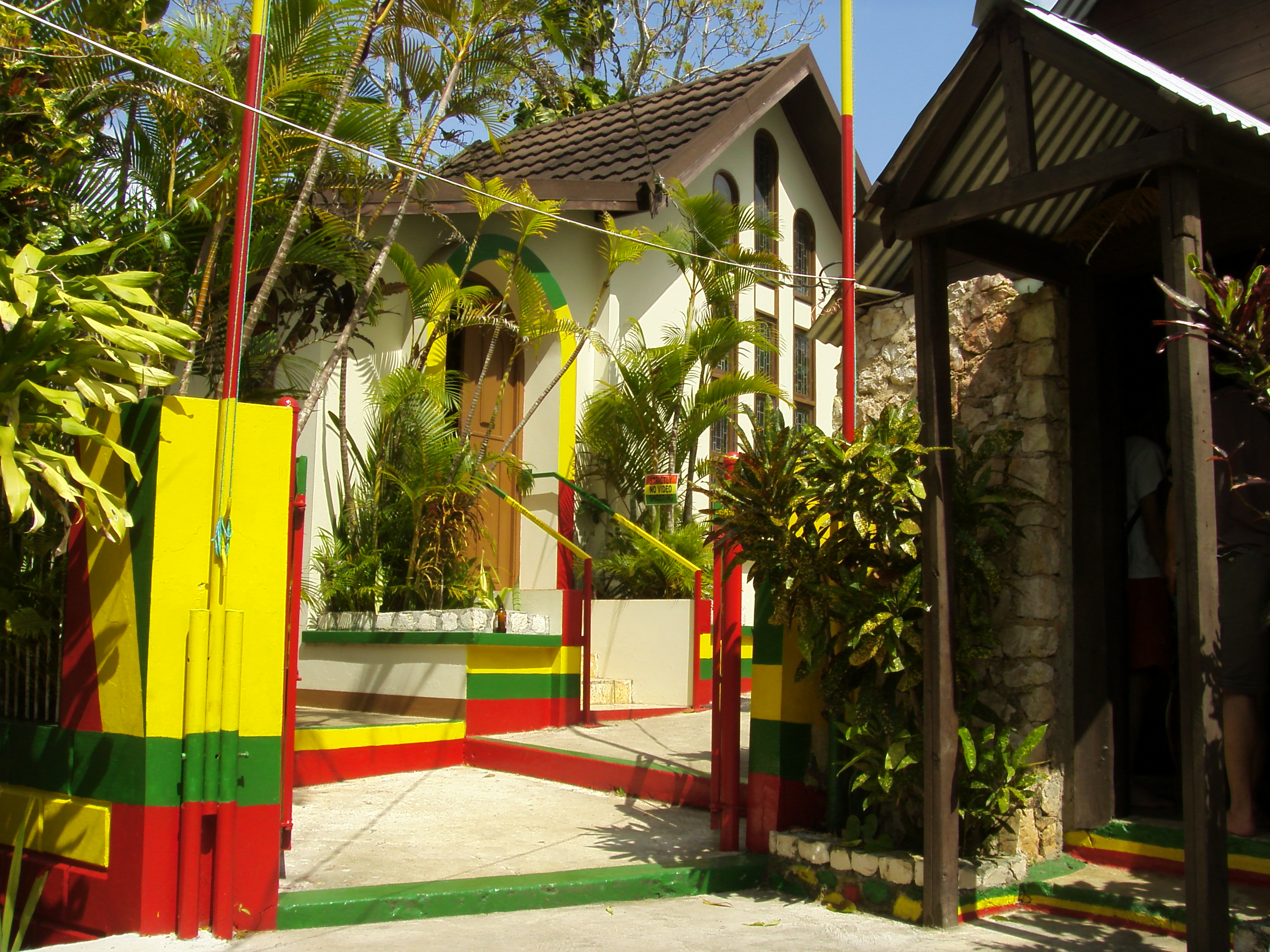
Ingresso della casa natale di Marley (a destra) e il mausoleo dove fu sepolto, a Nine Mile

Dopo l'evento andò a Monaco, in Germania, per un consulto dal dottor Josef Issels, un medico le cui terapie non erano sempre approvate dalla comunità scientifica, ma che era specializzato in pazienti dichiarati inguaribili. Nonostante le cure che vennero tentate per alcuni mesi, il suo cancro, diffuso al cervello, ai polmoni e al fegato, si rivelò incurabile. Inoltre, i dreadlock di Marley erano troppo pesanti e i capelli erano sempre più indeboliti a causa del cancro: decise allora di tagliarseli leggendo dei passi della Bibbia. Fu una decisione molto sofferta: i dreadlock erano la sua vita.
Un ulteriore peggioramento si avvertì nel volo di ritorno dalla Germania verso la Giamaica. Il volo fu quindi deviato in direzione di Miami (Florida), dove Bob venne ricoverato presso il Cedar of Lebanon Hospital, dove morì la mattina dell'11 maggio 1981. Poco prima di morire Bob decise di parlare con tutti i suoi figli e le sue ultime parole furono rivolte al figlio Ziggy Marley: "Money can't buy life" ("i soldi non possono comprare la vita"). L'artista non lasciò testamento.
Bob Marley ricevette i funerali di stato in Giamaica, con elementi combinati dei riti delle tradizioni dell'ortodossia etiopica e Rastafari. Fu sepolto in una cappella eretta accanto alla sua casa natale a Nine Mile, insieme alla sua Gibson Les Paul Special, il suo pallone da calcio, una pianta di marijuana e i suoi semi, un anello che indossava ogni giorno, donatogli dal principe etiope Asfa Wossen, e una Bibbia. Un mese dopo i funerali, gli fu riconosciuto il Jamaican Order of Merit.

### L'eredità artistica

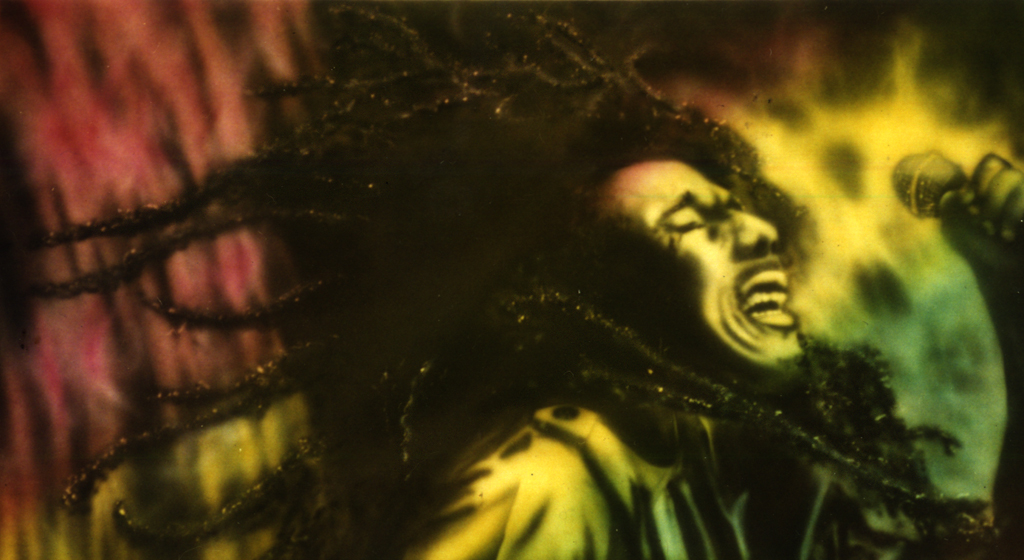
Graffito di Steve Brogdon del 1992, ritraente Bob Marley

Nel 1983 viene pubblicato un album postumo dal titolo Confrontation, che contiene canzoni e materiale registrato durante la vita del cantante, che comprende la celebre Buffalo Soldier. Nel 1994 viene inserito nella Rock and Roll Hall of Fame. Nel 2001 Bob Marley è stato insignito del premio Grammy alla carriera. Sempre del 2001 è il documentario Rebel Music, che ripercorre la sua vita.
Nell'estate del 2006 la città di New York ha nominato una porzione di Church Avenue che va da Ramsen Avenue alla novantottesima strada, nell'East Flatbush di Brooklyn, Bob Marley Boulevard. Bob Marley è considerato dal suo popolo una guida spirituale e ogni 6 febbraio in Giamaica vi è una festa nazionale in suo onore. Nel 2012 Kevin Macdonald racconta la vita dell'artista giamaicano nel film Marley.
Nel 2013 molti artisti, tra cui gli stessi Marley, hanno realizzato il remix ufficiale dell'album Legend. Una notevole fonte di informazioni su Bob come uomo, sulla sua religione, la sua musica e il movimento  a lui legato si trova nel libro Catch a Fire di Timothy White (in italiano: Bob Marley - Una vita di fuoco).
Nel 2015 la Fondazione Bob Marley ha deciso di rendere pubblico l'archivio del cantante e ha pubblicato un live inedito, Bob Marley & The Wailers: Easy Skanking In Boston '78, che propone il concerto dell'8 giugno 1978 alla Boston Music Hall.

## Vita privata

### Mogli e figli

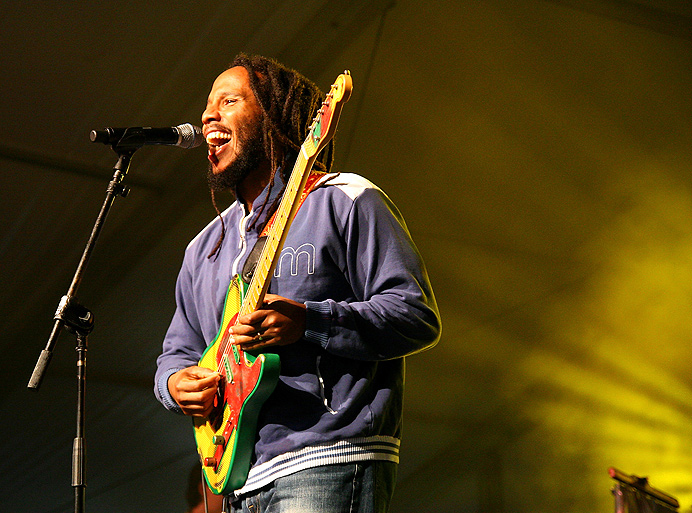
Ziggy, uno dei figli di Bob Marley che ha seguito le orme del padre, diventando un musicista reggae

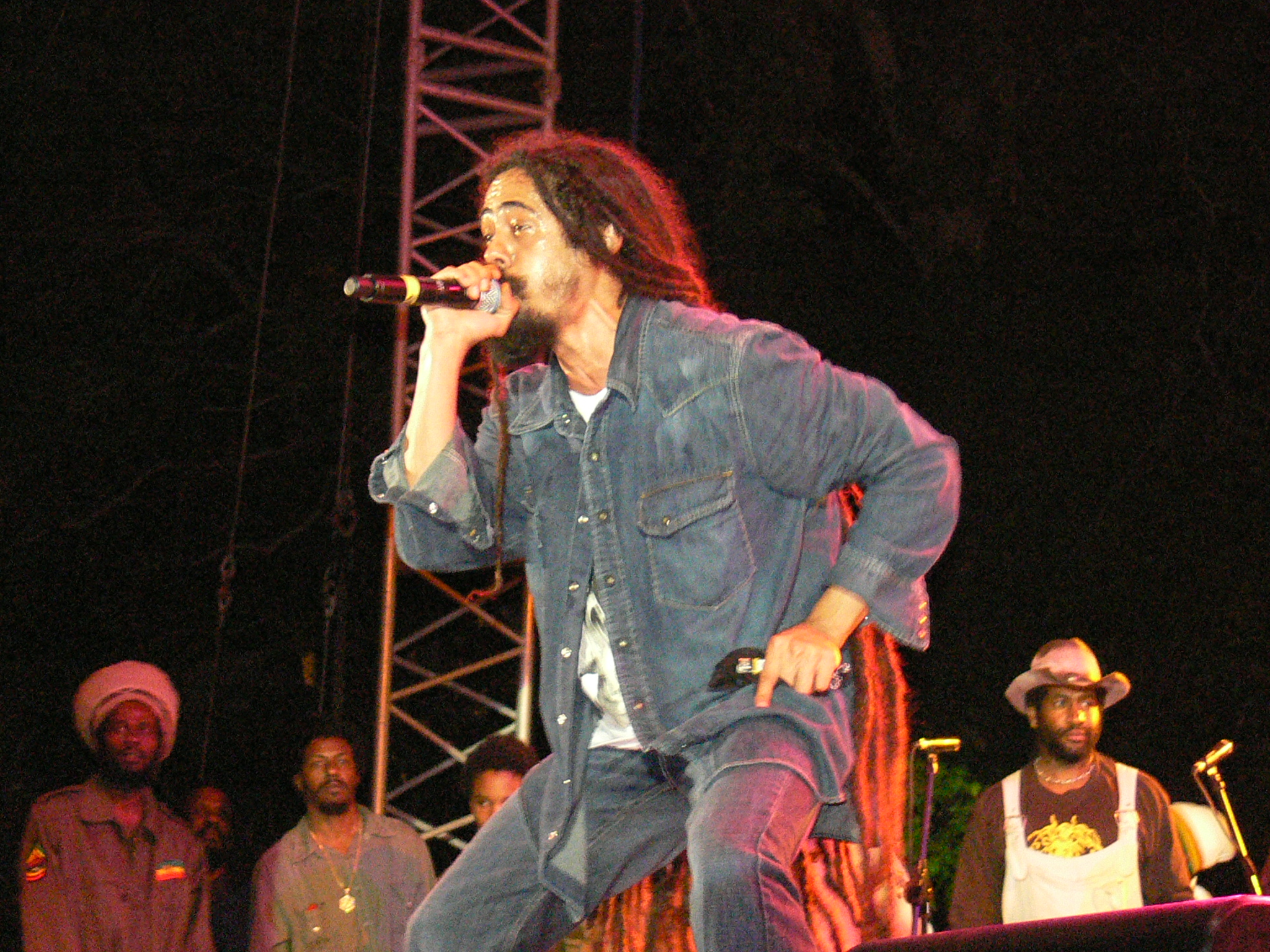
Damian, un altro figlio di Bob, anch'egli diventato musicista reggae e rastafariano

Bob Marley ha avuto sei figlie e sette figli: tre con sua moglie Rita, due adottati da due precedenti relazioni di lei e gli altri otto da relazioni con donne da cui si è poi separato. Ecco l'elenco completo in ordine di nascita:
1. Imani Carole Marley, nata il 22 maggio 1963 da Cheryl Murray;
2. Sharon Marley, nata il 23 novembre 1964 da una precedente relazione di Rita;
3. Cedella, nata il 23 agosto 1967 da Rita;
4. David detto Ziggy, nato il 17 ottobre 1968 da Rita;
5. Stephen, nato il 20 aprile 1972 da Rita;
6. Robert detto "Robbie", nato il 16 maggio 1972 da Pat Williams;
7. Rohan, nato il 19 maggio 1972 da Janet Hunt;
8. Karen, nata nel 1973 da Janet Bowen;
9. Stephanie, nata il 17 agosto 1974, da Rita:
10. Julian, nato il 4 giugno 1975 da Lucy Pounder;
11. Ky-Mani Marley, nato il 26 febbraio 1976 da Anita Belnavis;
12. Damian, nato il 21 luglio 1978 da Cindy Breakspeare;
13. Makeda, nata il 30 maggio 1981 da Yvette Crichton.

## Discografia
- 1965 – The Wailing Wailers
- 1970 – Soul Rebels
- 1971 – Soul Revolution Part II
- 1971 – The Best of The Wailers
- 1973 – Catch a Fire
- 1973 – Burnin'
- 1974 – Natty Dread
- 1976 – Rastaman Vibration
- 1977 – Exodus
- 1978 – Kaya
- 1979 – Survival
- 1980 – Uprising
- 1983 – Confrontation

## Riconoscimenti
- 1981: Insignito del Jamaican Order of Merit.
- 1994: Inserito nella Rock and Roll Hall of Fame.[25]
- 2001: Inserito nella Hollywood Walk of Fame all'indirizzo 7080 Hollywood Boulevard.

### RivistaRolling Stone
- 1976: "Band of The Year".
- 2003: Legend inserito al 47º posto dalla rivista Rolling Stone nella lista dei 500 migliori album secondo Rolling Stone.[26]
- 2003: Catch a Fire inserito al 123º posto nella lista dei 500 migliori album.[27]
- 2003: Exodus inserito al 169º posto lista dei 500 migliori album.[27]
- 2003: Natty Dread inserito al 182º posto nella lista dei 500 migliori album.[27]
- 2003: Burnin' inserito al 319º posto lista dei 500 migliori album.[28]
- 2004: No Woman, No Cry inserita al 37º posto nella lista delle 500 migliori canzoni secondo Rolling Stone.[29]
- 2004: Redemption Song inserita al 66º posto nella lista delle 500 migliori canzoni.[29]
- 2004: Get Up, Stand Up inserita al 296º posto nella lista delle 500 migliori canzoni.[30]

### La giornata internazionale del reggae
Il 1º luglio si celebra la Giornata internazionale del reggae  , in suo onore.